# Phönixbaum

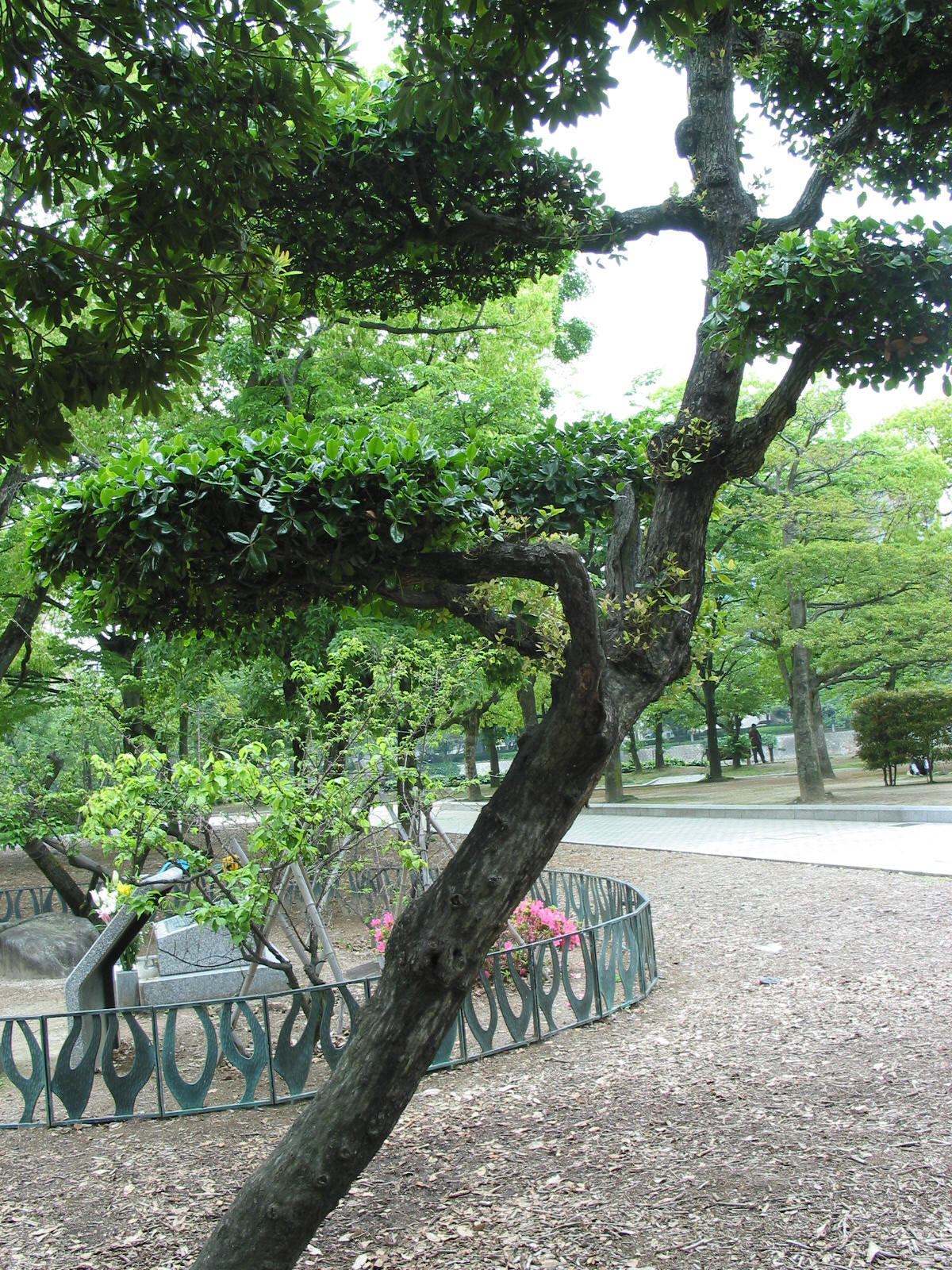
Einer der Phönixbäume im Park des Friedensmuseums Hiroshima

Der Phönixbaum ist ein Symbol der japanischen Erinnerung an den Atombombenabwurf auf Hiroshima am 6. August 1945 und der daraus resultierenden Friedensarbeit. Es handelt sich dabei um Aogiri-Bäume, die in unmittelbarer Nähe des Zentrums der Atombombenexplosion standen und diese überlebt haben. Seit ihrer Umsetzung 1973 stehen sie im Park des Friedensmuseums Hiroshima.

## Ursprung
Die heutige Symbolik des Phönixbaums geht zurück auf Chinesische Parasolbäume (jap. Aogiri, wissenschaftlich Firmiana platanifolia oder Sterculia platanifolia), die 1945 im Innenhof des Post- und Telekommunikationsamtes der Stadt Hiroshima wuchsen. Dieses befand sich etwa 1,3 Kilometer vom Hypozentrum der Bombenexplosion entfernt. Da zwischen dem Hypozentrum und dem Amt keine großen Bauwerke standen, wurden die Bäume von der Hitze und Strahlung der Explosion nahezu voll getroffen. Sie verloren daraufhin alle Zweige und Blätter und verbrannten auf der Seite, die der Explosion zugewandt war.
Obwohl die Bäume wie viele andere in Hiroshima tot erschienen, zeigten einige von ihnen im Frühling des folgenden Jahres neue Blätter und Knospen. Ähnliches wurde auch bei anderen Bäumen in Hiroshima beobachtet, beispielsweise bei Ginkgo- und Aprikosenbäumen, von denen einige auch näher am Hypozentrum standen. Trotzdem wurden gerade diese Sonnenschirmbäume zu einem Symbol des Überlebens und des Wiederauferstehens der nahezu völlig zerstörten Stadt und der Hoffnung für die Überlebenden.

## Bedeutung in der Gegenwart
Im Jahr 1973 wurden die überlebenden Sonnenschirmbäume in den Park des Friedensmuseums Hiroshima umgesetzt, wo sie trotz nach wie vor erkennbarer Verbrennungsspuren weiterhin wachsen und blühen. Ableger wachsen heute im Schulhof jeder Grundschule Hiroshimas. Samen wurden darüber hinaus auch an viele Menschen in Japan und anderen Ländern weitergegeben, so dass Nachkommen dieser Bäume weltweit zu finden sind.
Das Lied des Phönixbaums ist Teil des Unterrichts japanischer Schulkinder über den Atombombenabwurf.